# Egryrlon filaria
Egryrlon filaria là một loài bướm đêm trong họ Noctuidae.